# Automatisch radarplotapparaat
Een automatisch radarplotapparaat (automatic radar plotting aid, ARPA) is een veiligheidssysteem voor schepen. Het apparaat volgt de echo's van een scheepsradar. Aan de hand daarvan kan de koers en vaart bepaald worden van nabije schepen. In combinatie met de eigen koers en vaart kan de kortste naderingsafstand (closest point of approach, CPA) en de tijd tot kortste naderingsafstand (time to closest point of approach, TCPA) bepaald worden en daarmee het gevaar op aanvaring.

## Geschiedenis
De ontwikkeling van ARPA is begonnen na het ongeval met het Italiaanse schip Andrea Doria, dat in 1956 een aanvaring had in dichte mist. Vanaf de jaren 1960 begonnen de eerste ARPA's te verschijnen en in 1969 werd de eerste commerciële ARPA geïnstalleerd door Norcontrol.

## Weergegeven informatie
- afstand en boegpeiling tot gevonden object
- snelheid en koers van object
- CPA (closest point of approach) en TCPA (time closest point of approach)
- BCR (bow crossing range)

## Alarmen

### Verplichte alarmen
- guardzone violation
- verlies van gevolgd object
- ARPA-storing
- overschrijding van limiet CPA en TCPA

### Andere alarmen
- verlies van sensorinput
- verandering van track
- ankerwacht
- tracks zijn vol
- trial-alarm
- ongeldige input
- tijd om te manoeuvreren

## SOLAS-verplichtingen
SOLAS hoofdstuk V voorschrift 19 zegt het volgende over ARPA:
2.8 Alle schepen met een brutotonnage van 10.000 ton of meer moeten, in aanvulling op de vereisten van paragraaf 2.7, met uitzondering van paragraaf 2.7.2, zijn uitgerust met:
.1 een automatische radar plotapparaat (ARPA), of andere voorziening, om automatisch de afstand en koers van ten minste 20 andere objecten te plotten, aangesloten op een instrument om de snelheid en afstand door het water te meten, om de kans op aanvaring vast te stellen en een uitwijkmanoeuvre te simuleren;

### MSC.192(79)
Aanvullende eisen worden gesteld door de IMO via MSC.192(79). De eisen voor de positienauwkeurigheid zijn:
| Stabiele toestand | Relatieve koers | Relatieve vaart               | CPA    | TCPA    | Ware koers | Ware vaart                   |
| ----------------- | --------------- | ----------------------------- | ------ | ------- | ---------- | ---------------------------- |
| 1 min: trend      | 11°             | het hoogste van 1,5 kn of 10% | 1,0 NM | -       | -          | -                            |
| 3 min: beweging   | 3°              | het hoogste van 0,8 kn of 1%  | 0,3 NM | 0,5 min | 5°         | het hoogste van 0,5 kn of 1% |

Voor schepen met een uitrusting van voor 1 juli 2008 gelden de eisen van voorschrift A.823(19).

## Integrale systemen
Vanaf eind jaren 1990 werden de meeste ARPA-systemen samen met de radar verkocht. Dit omdat ARPA verplicht werd op schepen van meer dan 10.000 gross tonnage, zodat de meeste schepen nu verplicht ARPA hebben. Samen met de verplichte radar aan boord van koopvaardijschepen werd het voordeliger om ARPA en radar samen als één systeem te verkopen. Over de jaren heen zijn aparte ARPA-systemen hierdoor in onbruik geraakt.